# DScaler
DScaler ist eine freie Software zur Echtzeit-Wiedergabe digitaler Video-Quellen (vor allem analoger TV-Karten). Ziel bei der Entwicklung von DScaler war es, die bestmögliche Bildqualität speziell auf Geräten mit hoher Bildauflösung zu erzielen. Eine Besonderheit sind die diversen Deinterlacing-Filter, die eine deutlich bessere Qualität erreichen sollen als die meisten (auch kommerziellen) Programme zur TV-Wiedergabe. Zusätzlich bietet DScaler auch viele weitere Filter, um das Video-Signal zu verbessern, zum Beispiel Rauschunterdrückung, Schärfung und Gammakorrektur.
DScaler benötigt zur Nutzung von analogen TV-Karten keine Treiber, da direkt auf die Hardware der verwendeten Chipsätze der Karte zugegriffen wird. Das ist zwar nicht programmkonform, erhöht aber die Leistung und Verwendbarkeit dieser Software.
Folgende Chips werden derzeit unterstützt:
- Brooktree BT 8x8 (von Conexant übernommen)
- Philips SAA 713x
- Conexant CX 2388x

Ebenfalls werden viele Tuner von Analog-Karten unterstützt; in der Regel werden diese auch automatisch erkannt. Darüber hinaus werden Videoeingänge (S-Video) der Karten unterstützt.
Die Version 5 der Software befindet sich „in einem frühen Entwicklungsstadium“ (bisher kann nur der MPEG-Filter getestet werden). In dieser Version soll die Software dann nicht mehr direkt auf die Hardware zugreifen, sondern die Treiber verwenden, um den Prozessor weniger zu belasten.